# Hans Peter Cloos
Hans Peter Cloos (Stuttgart, 1949) és un és un actor, escenògraf, guionista i director de teatre i cinema alemany. Ha fet gran part de la seva carrera fora del seu país, sobretot a Nova York i França, on viu actualment.

## Biografia
Hans Peter Cloos va començar a actuar a La Mama a Nova York. Després es va formar com a actor a la Schauspielschule d'Otto Falckenberg, al Kammerspiele de Munic.
IVa fundar el grup de teatre independent més important de la República Federal d'Alemanya a la dècada de 1970 : Die Rote Rübe (litt. « La remolatxa vermella »). Va actuar sobretot a França al festival de Nancy amb Terror, Paranoïa el 1975 i Amour, Mort, Hystérie el 1976. El 1979, va presentar al Théâtre des Bouffes-du-Nord Die Dreigroschen Oper de Bertolt Brecht i Kurt Weill que va guanyar el Premi de la Crítica.
Després va alternar obres del repertori alemany dels anys 20 (Marieluise Fleisser, Ödön von Horváth, Frank Wedekind, Brecht...) o més contemporanis (Herbert Achternbusch, Thomas Brasch, Elfriede Jelinek, Heiner Müller, Thomas Bernhard...), òperes i clàssics estrangers (Shakespeare, Goethe, Molière, Lautréamont…).
Hans Peter Cloos també va dirigir diverses pel·lícules, com ara La Pierre, la Terre, le Ciel (1991) amb Bernard Freyd i As Time Goes By  (1999) amb Valérie Crunchant.

## Teatre
- 1975 : Terror, Paranoïa, Festival de Nancy
- 1976 : Amour, Mort, Hystérie, Festival de Nancy
- 1981 : Susn d'Herbert Achternbusch
- 1982 : Purgatoire à Ingolstadt de Marieluise Fleisser, théâtre de la Commune (Aubervilliers)
- 1982 : Casimir et Caroline d'Ödön von Horváth, Théâtre national de la région Nord-Pas de Calais
- 1985 : Mercedes de Thomas Brasch, Théâtre national populaire, puis théâtre de la Ville, Festival d'automne à Paris
- 1986 : Othello de William Shakespeare
- 1987 : Richard III de Shakespeare
- 1987 : 2050, le radeau de le mort de Harald Müller, MC93 Bobigny
- 1988 : Quartett d'Heiner Müller, Schillertheater Berlin
- 1988 : La Vie de Gundling d'Heiner Müller
- 1988 : Mon Herbert d'Herbert Achternbusch, Théâtre national de l’Odéon
- 1990 : Le Malade imaginaire de Molière, Théâtre national de Chaillot
- 1991 : Les Chants de Maldoror de Lautréamont
- 1992 : Chambres de Philippe Minyana, théâtre Paris-Villette
- 1993 : Euryanthe opéra de Carl Maria Von Weber, Festival international d'art lyrique d'Aix-en-Provence
- 1993 : Cabaret Valentin de Karl Valentin, Théâtre national de Chaillot
- 1994 : Voyages d'hiver espectacle dissenyat per Christian Boltanski i Hans-Peter Cloos, Opéra-Comique
- 1994 : La Marie Vison de Shuji Terayama, Parco Théâtre (Tòquio)
- 1995 : Roméo et Juliette de Shakespeare, théâtre du Gymnase (Marsella) i théâtre du Rond-Point
- 1997 : Les Belles Endormies de Yasunari Kawabata, amb Christian Boltanski
- 1997 : Lulu de Frank Wedekind, amb Romane Bohringer, Théâtre national de Chaillot
- 1997 : Merlin de Tankred Dorst
- 2000 : Extrême Nudité de Christiane Liou
- 2000 : Ein Sportstück d'Elfriede Jelinek
- 2000 : Richard III de Shakespeare, amb Richard Bohringer
- 2000 : Cabaret Schoenberg d'Arnold Schoenberg, Opéra de Bordeaux
- 2003 : Déjeuner chez Wittgenstein de Thomas Bernhard, théâtre de l'Athénée-Louis-Jouvet, théâtre Montparnasse el 2004
- 2004 : Quartett d'Heiner Müller, théâtre de l'Athénée-Louis-Jouvet
- 2005 : Fumée d'Ivan Turguénev, Baden Baden
- 2005 : Le Caïman d'Antoine Rault, théâtre Montparnasse
- 2007 : La Danse de mort d'August Strindberg, amb Charlotte Rampling i Didier Sandre, théâtre de la Madeleine[5]
- 2007 : Biographie sans Antoinette de Max Frisch, théâtre de la Madeleine
- 2009 : Saleté de Robert Schneider, théâtre des Mathurins
- 2010 : Solness le constructeur d'Henrik Ibsen, théâtre Hébertot
- 2010 : Interview de Theo Van Gogh, Studio des Champs-Élysées
- 2010 : Une famille Ordinaire, de José Pliya, théâtre de l'Est parisien
- 2011 : Cabale et Amour, de Friedrich Schiller, théâtre du Conservatoire national supérieur d’art dramatique
- 2012 : Let Us Find the Words, correspondència entre Ingeborg Bachmann i Paul Celan, Contemporary Jewish Museum San Francisco, Goethe Institut de Boston et château de Chambord
- 2017 : Agatha de Marguerite Duras, Café de la danse (Paris)

## Òpera / Teatre musical
- 1979 : Die Dreigroschen Oper de K. Weill i B. Brecht, théâtre des Bouffes-du-Nord – premi de la crítica 1979
- 1983 : Mahagonny de K. Weill i B. Brecht, théâtre des Bouffes-du-Nord
- 1990 : Elegie for Young Lovers de Werner Henke, Düsseldorf
- 1991 : Mozart de C. Marchewska, salle Gaveau (Paris)
- 1993 : Euryanthe de Carl Maria von Weber, festival d'Aix- en-Provence
- 1998 : Die Winterreise de Franz Schubert, amb Christian Boltanski, Brooklyn Academy of Music de New York, Opéra-Comique Paris i Opéra de Bordeaux
- 2000 : Troades d'Aribert Reimann, Opéra de Berne (Suïssa)
- 2005 : Les Sept Péchés capitaux de Kurt Weill i Bertolt Brecht, coregrafia Jean-Claude Gallotta, théâtre MC2 Grenoble i MC 93 Bobigny
- 2006 : Pierrot Lunaire d’A. Schoenberg, amb Julia Migenes, Montclair Theatre (Nova York)
- 2014 : Tosca Puccini, Anhaltisches Theater–Oper (Dessau)
- 2018 : Prima Donna de Rufus Wainwright, Opéra Augsburg

## Filmografia

### Actor
- 1972 : Der Radweltmeister de Hans-Dieter Schwarze (telefilm)
- 1975 : Anna d'Uschi Reich (telefilm)
- 1983 : Les Favoris de la lune de Otar Iosseliani
- 1992 : Warburg, le banquier des princes (série TV)
- 2014 : Diamant noir de Arthur Harari
- 2014 : Chant d'hiver de Otar Iosseliani
- 2019 : Amours à mort d'Olivier Barma (telefilm)

### Guionista
- Menschenjäger
- Der blonde Engel
- Dernier Hôtel
- Kill Ram

### Director
- 1978 : Deutschland im Herbst codirigida amb Fassbinder, Kluge, Reitz, Rupé, Schlöndorff, etc. - premi especial del jurat al 28è Festival Internacional de Cinema de Berlín
- 1980 : L’Opéra de Quat'sous amb P. Kinski, M. Sperr, K. Rupé - Prix de la critique à Paris
- 1985 : Mercedes amb Tchéky Karyo i Marie Carré
- 1991 : La Pierre, la Terre, le Ciel avec Bernard Freyd - nommé au FIPA 1991
- 1991 : Cabaret Valentin, amb Denis Lavant, Katja Rupé i Yann Collette (La Sept/Arte)
- 1994 : Mir hat geträumt, amb Martin Sperr
- 1995 : Roméo et Juliette, amb Romane Bohringer i Denis Lavant (La Sept/Arte)
- 1999 : As Time Goes By amb Valérie Crunchant
- 2004 : RitterDeneVoss de Thomas Bernhard amb Pierre Vaneck, Édith Scob, Catherine Rich (Arte)